# Belgrave Square
Belgrave Square – plac w centralnym Londynie (Anglia), znajdujący się w dzielnicy Belgravia, na terenie City of Westminster, na południe od Hyde Parku. Został utworzony w latach 20. XIX wieku i zajmuje powierzchnię około 4 hektarów. Nazwa została zaczerpnięta od dodatkowego tytułu księcia Westminsteru - wicehrabia Belgrave (ang. Viscount Belgrave).
Oryginalny projekt placu przedstawia cztery rzędy białych domów szeregowych, prywatny ogród w centralnej części i jednorodzinne rezydencje w trzech narożnikach. Ponadto, znajdują się tam pomniki: Krzysztofa Kolumba, Simóna Bolívara, José de San Martína oraz Henryka Żeglarza.
Od powstania aż do II wojny światowej plac słynął z zamieszkujących go wiodących członków brytyjskiej arystokracji. Po wojnie większość kamienic zostało zamienione na biura organizacji charytatywnych i instytucji. Obecnie swoje siedziby mają tam ambasady: Syrii, Portugalii, Niemiec, Hiszpanii, Norwegii, Serbii, Bahrajnu i Turcji.